# Uhły (sielsowiet Ziabki)
Uhły (biał. Вуглы; ros. Углы) – wieś na Białorusi, w obwodzie witebskim, w rejonie głębockim, w sielsowiecie Ziabki.
Dawniej używana nazwa – Uhły Góreckie.

## Historia
W czasach zaborów wieś w powiecie dzisieńskim, w guberni wileńskiej Imperium Rosyjskiego.
W latach 1921–1945 wieś leżała w Polsce, w województwie wileńskim, w powiecie dziśnieńskim, w gminie Prozoroki.
Według Powszechnego Spisu Ludności z 1921 roku zamieszkiwały tu 74 osoby, 55 było wyznania rzymskokatolickiego 19 prawosławnego. Jednocześnie 54 mieszkańców zadeklarowało polską a 20 białoruską przynależność narodową. Było tu 14 budynków mieszkalnych. W 1931 w 14 domach zamieszkiwało 71 osób.
Wierni należeli do parafii rzymskokatolickiej i prawosławnej w Prozorokach. Miejscowość podlegała pod Sąd Grodzki w Głębokiem i Okręgowy w Wilnie; właściwy urząd pocztowy mieścił się w Prozorokach.
W wyniku napaści ZSRR na Polskę we wrześniu 1939 miejscowość znalazła się pod okupacją sowiecką. 2 listopada została włączona do Białoruskiej SRR. Od czerwca 1941 roku pod okupacją niemiecką. W 1944 miejscowość została ponownie zajęta przez wojska sowieckie i włączona do Białoruskiej SRR.
Od 1991 w składzie niepodległej Białorusi.